# Serra de les Crestes de Faro
La Serra de les Crestes de Faro és una serra situada al municipi de Flix a la comarca de la Ribera d'Ebre, amb una elevació màxima de 270 metres.